# Morgan Lake
Morgan Lake (Reading, 12 maggio 1997) è una multiplista e altista britannica.

## Biografia
L'agosto del 2014, a diciassette anni, partecipa agli europei di Zurigo 2014, dove però non va oltre il turno eliminatorio del salto in alto.
Partecipa agli europei indoor di Belgrado 2017, arrivando ottava nel salto in alto con una misura di 1,85.
Nell'agosto del medesimo anno prende parte ai mondiali di Londra 2017, dove arriva alla finale del salto in alto dopo essersi qualificata con la misura di 1,92 m. Dinnanzi al pubblico di casa la ventenne di Reading mette in mostra una buona gara, saltando in 1,95 al secondo tentativo prima di incappare a 1,97 e piazzandosi così al sesto posto.

## Progressione

### Salto in alto
| Stagione | Misura | Luogo          | Data      | Rank. Mond. |
| -------- | ------ | -------------- | --------- | ----------- |
| 2023     | 1,97 m | Turku          | 13-6-2023 |             |
| 2022     | 1,93 m | Clermont       | 1-5-2022  |             |
| 2021     | 1,95 m | Tokyo          | 5-8-2021  |             |
| 2020     | 1,82 m | Londra         | 22-8-2020 |             |
| 2019     | 1,94 m | Birmingham     | 25-8-2019 |             |
| 2018     | 1,97 m | Birmingham     | 30-6-2018 |             |
| 2017     | 1,96 m | Birmingham     | 1-7-2017  |             |
| 2016     | 1,94 m | Rio de Janeiro | 18-8-2016 |             |
| 2015     | 1,94 m | Eberstadt      | 1-8-2015  |             |
| 2015     | 1,94 m | Bedford        | 21-6-2015 |             |
| 2014     | 1,94 m | Eugene         | 22-7-2014 |             |
| 2013     | 1,90 m | Donec'k        | 12-7-2013 |             |
| 2012     | 1,80 m | Hendon         | 29-7-2012 |             |

### Salto in alto indoor
| Stagione | Misura | Luogo      | Data      | Rank. Mond. |
| -------- | ------ | ---------- | --------- | ----------- |
| 2022/23  | 1,99 m | Hustopeče  | 4-2-2023  |             |
| 2020/21  | 1,96 m | Belgrado   | 24-2-2021 |             |
| 2019/20  | 1,90 m | Hustopeče  | 8-2-2020  |             |
| 2018/19  | 1,97 m | Hustopeče  | 26-1-2019 |             |
| 2017/18  | 1,93 m | Birmingham | 1-3-2018  |             |
| 2016/17  | 1,92 m | Hustopeče  | 4-2-2017  |             |
| 2015/16  | 1,93 m | Salamanca  | 20-2-2016 |             |
| 2014/15  | 1,94 m | Sheffield  | 14-2-2015 |             |
| 2013/14  | 1,88 m | Sheffield  | 2-3-2014  |             |
| 2012/13  | 1,81 m | Sheffield  | 9-2-2013  |             |
| 2011/12  | 1,79 m | Cardiff    | 25-3-2012 |             |

### Eptathlon
| Stagione | Punteggio | Luogo  | Data      | Rank. Mond. |
| -------- | --------- | ------ | --------- | ----------- |
| 2016     | 5 951 p.  | Kladno | 11-6-2016 |             |
| 2015     | 5 082 p.  | Götzis | 31-5-2015 |             |
| 2014     | 6 148 p.  | Eugene | 23-7-2014 |             |

### Pentathlon
| Stagione | Punteggio | Luogo     | Data      | Rank. Mond. |
| -------- | --------- | --------- | --------- | ----------- |
| 2015/16  | 4 519 p.  | Salamanca | 20-2-2016 |             |
| 2014/15  | 4 527 p.  | Praga     | 6-3-2015  |             |
| 2013/14  | 4 284 p.  | Växjö     | 9-2-2014  |             |

## Palmarès
| Anno                                  | Manifestazione          | Sede           | Evento        | Risultato | Prestazione | Note                                     |
| ------------------------------------- | ----------------------- | -------------- | ------------- | --------- | ----------- | ---------------------------------------- |
| In rappresentanza della Gran Bretagna |                         |                |               |           |             |                                          |
| 2014                                  | Mondiali juniores       | Eugene         | Salto in alto | Oro       | 1,93 m      |                                          |
| 2014                                  | Mondiali juniores       | Eugene         | Eptathlon     | Oro       | 6 148 p.    | Miglior prestazione personale            |
| 2014                                  | Europei                 | Zurigo         | Salto in alto | 17ª (q)   | 1,85 m      |                                          |
| 2015                                  | Europei indoor          | Praga          | Pentathlon    | 9ª        | 4 527 p.    | Miglior prestazione personale            |
| 2015                                  | Europei juniores        | Eskilstuna     | Salto in alto | Oro       | 1,91 m      |                                          |
| 2015                                  | Mondiali                | Pechino        | Salto in alto | 14ª (q)   | 1,89 m      |                                          |
| 2016                                  | Mondiali indoor         | Portland       | Pentathlon    | 6ª        | 4 499 p.    |                                          |
| 2016                                  | Europei                 | Amsterdam      | Eptathlon     | dnf       | dnf         |                                          |
| 2016                                  | Giochi olimpici         | Rio de Janeiro | Salto in alto | 10ª       | 1,93 m      |                                          |
| 2017                                  | Europei indoor          | Belgrado       | Salto in alto | 8ª        | 1,85 m      |                                          |
| 2017                                  | Mondiali                | Londra         | Salto in alto | 6ª        | 1,95 m      |                                          |
| 2018                                  | Mondiali indoor         | Birmingham     | Salto in alto | 4ª        | 1,93 m      | Miglior prestazione personale stagionale |
| 2018                                  | Europei                 | Berlino        | Salto in alto | 7ª        | 1,91 m      |                                          |
| 2019                                  | Europei indoor          | Glasgow        | Salto in alto | 9ª        | 1,91 m      |                                          |
| 2019                                  | Europei under 23        | Gävle          | Salto in alto | 6ª        | 1,85 m      |                                          |
| 2019                                  | Mondiali                | Doha           | Salto in alto | 18ª (q)   | 1,85 m      |                                          |
| 2021                                  | Europei indoor          | Toruń          | Salto in alto | 13ª (q)   | 1,87 m      |                                          |
| 2021                                  | Giochi olimpici         | Tokyo          | Salto in alto | Finale    | dns         |                                          |
| 2022                                  | Mondiali                | Eugene         | Salto in alto | dns (q)   | dns (q)     |                                          |
| 2022                                  | Europei                 | Monaco         | Salto in alto | 7ª        | 1,90 m      |                                          |
| 2023                                  | Europei indoor          | Istanbul       | Salto in alto | 7ª        | 1,86 m      |                                          |
| 2023                                  | Mondiali                | Budapest       | Salto in alto | 4ª        | 1,97 m      |                                          |
| 2024                                  | Mondiali indoor         | Glasgow        | Salto in alto | 6ª        | 1,92 m      |                                          |
| 2024                                  | Europei                 | Roma           | Salto in alto | 6ª        | 1,90 m      |                                          |
| 2024                                  | Giochi olimpici         | Parigi         | Salto in alto | 15ª (q)   | 1,88 m      |                                          |
| 2025                                  | Europei indoor          | Apeldoorn      | Salto in alto | 5ª        | 1,92 m      |                                          |
| In rappresentanza dell' Inghilterra   |                         |                |               |           |             |                                          |
| 2018                                  | Giochi del Commonwealth | Gold Coast     | Salto in alto | Argento   | 1,93 m      |                                          |
| 2022                                  | Giochi del Commonwealth | Birmingham     | Salto in alto | 4ª        | 1,92 m      |                                          |

## Altre competizioni internazionali
2025
- Oro al London Athletics Meet ( Londra), salto in alto - 1,96 m

## Riconoscimenti
- Atleta mondiale emergente dell'anno (2014)